# Sam Neel
Samuel Neel, est un joueur de tennis américain né à Chicago. Il a notamment remporté les Internationaux des États-Unis en 1896, en double messieurs (avec son frère Carr Neel). 

## Palmarès en Grand Chelem

### Titres en double
|   | Date | Nom et lieu du tournoi    | Cat.      | ($) | Surf.        | Partenaire | Finalistes                 | Score                   |
| 1 | 1896 | US Men's National Champ’s | G. Chelem |     | Herbe (ext.) | Carr Neel  | Robert Wrenn Malcolm Chace | 6-3, 1-6, 6-1, 3-6, 6-1 |

### Finales en double
|   | Date | Nom et lieu du tournoi    | Cat.      | ($) | Surf.        | Vainqueurs                 | Partenaire | Score         |
| 1 | 1894 | US Men's National Champ’s | G. Chelem |     | Herbe (ext.) | Clarence Hobart Fred Hovey | Carr Neel  | 6-3, 8-6, 6-1 |